# Cephaloscypha
Cephaloscypha es un género de hongos en la familia Marasmiaceae. Es un género monotípico, su única especie es Cephaloscypha morlichensis. El género y la especie fueron descritos por el micólogo Reinhard Agerer en 1975.